# Minisubmarinos de la Kriegsmarine
El presente artículo trata de la resistencia desesperada que libra la Kriegsmarine a partir del año 1944, cuando sus grandes navíos han sido reducidos a chatarra por decisión de Adolf Hitler y otros hundidos por la marina y aviación aliada. Su campo de operaciones estuvo restringido al norte de Europa y a algunos ríos.

## Submarinos enanos
La historia de los minisubmarinos alemanes (Kleinkampfmittel) fue otra tentativa desesperada para revertir el previsto fin de la guerra. Mientras otras naciones, como Gran Bretaña e Italia, tuvieron resonantes éxitos en operaciones especiales usando este tipo de submarinos, Alemania fue incapaz de lograr resultados semejantes.
Desde el verano de 1944 hasta el final de la guerra, estas pequeñas embarcaciones eran una especie de última línea de defensa en la costa y tuvieron que batirse contra poderosas fuerzas antisubmarinas aliadas, así como contra las avanzadas de las fuerzas de invasión en la costa francesa. Aunque las primeras unidades fueron incapaces de sumergirse, las posteriores demostraron estar bastante desarrolladas, aunque ninguna de ellas fue perfecta. Sólo el Seehunde demostró ser operativo, pero en la época en que se usó, la primavera de 1945, ya era demasiado tarde como para revertir cualquier resultado en contra de los aliados.
A pesar de la gran cantidad de diseños que se realizaron y los prototipos que se construyeron, ninguno demostró realmente operatividad. Se construyeron minisubmarinos de los siguientes tipos:
- Neger: torpedo tripulado.
- Marder: torpedo tripulado.
- Molch: el primer minisubmarino real de la "Kriegsmarine".
- Hecht: minisubmarino.
- Biber: minisubmarino monoplaza.
- Seehund: minisubmarino.

### Minisubmarino Neger
El Neger era un minisubmarino que tenía una longitud de 7 m y un diámetro de 0,53 m. Llevaba un torpedo externo 1x53,3 cm (G7e), disponía de una batería eléctrica de 12 CV de potencia, que lo impulsaba a una velocidad de 4-6 nudos, con una autonomía de 18 a 20 millas, dependiendo de las condiciones del mar donde operaba.
El Neger (en alemán negro) fue la primera tentativa alemana de construir en serie el minisubmarino que se denominó Kleinkampfmittel. Fue una solución sencilla la que adoptaron los marinos alemanes, sin tener que pasar por los trámites del diseño y dibujo de planos del proyecto. La solución consistía en montar dos torpedos G7e, uno encima del otro; al torpedo superior se le retiró la cabeza explosiva y en su lugar se instaló una cúpula transparente y la cabina del único tripulante que cabía en él.

### Minisubmarino Marder
El Marder era un minisubmarino que tenía una longitud de 8,30 m, un diámetro de 0,53 m y una profundidad de inmersión de 10 m. Llevaba un torpedo externo 1x53,3 cm (G7e), disponía de una batería eléctrica de 12 CV de potencia, que lo impulsaba a una velocidad de 4-6 nudos, con una autonomía de 18 a 20 millas, dependiendo de las condiciones del mar donde operaba.
Debido a que el minisubmarino Neger era muy vulnerable, se diseñó una versión mejorada y sumergible: el Marder. En apariencia eran iguales, pero el Marder era sumergible, lo que hacía más fácil acercarse a los objetivos y soltar su torpedo. Aunque esto era una ventaja con respecto al Neger, lo cierto es que esta versión era más complicada que la anterior por dos razones: primera, la operación del Marder requería toda la atención del operador, ya que las maniobras de inmersión y de soltar el torpedo eran muy complicadas, y segunda, la pequeña nave tenía que salir a la superficie para atacar a su objetivo, dado que no poseía periscopio ni ningún instrumento de ataque sumergido.
El Marder resultó un rotundo fracaso en el Mediterráneo contra buques de Estados Unidos en el Golfo de Saint Tropez, en donde varias de estas naves se hundieron durante el ataque. A raíz de los fracasos de estos minisubmarinos, se planteó llevarlos cerca de los puertos aliados a bordo de un submarino Tipo VII ("U-997"), pero se canceló el proyecto debido a problemas técnicos. Se construyeron cerca de 300 unidades de minisubmarinos del tipo Marder.

### Minisubmarino Molch

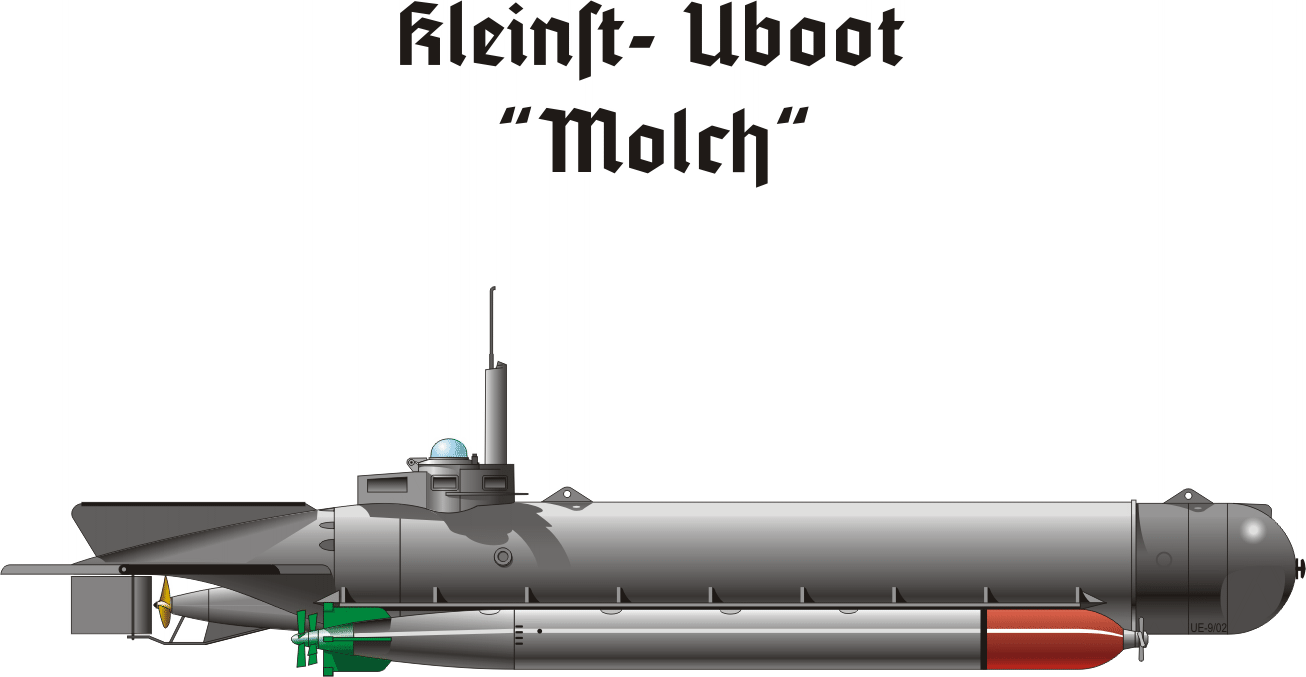

El Molch era un minisubmarino que tenía una longitud de 10,73 m, un diámetro de 1,16 m y una profundidad de inmersión de 40 m. Llevaba dos torpedos externos 1x53,3 cm (G7e), disponía de una batería eléctrica de 13 CV de potencia, que lo impulsaba a una velocidad de 4,3 nudos en superficie y a 5,0 nudos sumergido, con una autonomía de 50 millas a 3,3 nudos en superficie y de 50 millas a 5 nudos sumergido.
El Molch (en alemán salamandra) fue el primer minisubmarino de la "Kriegsmarine". Basado en la tecnología del torpedo, se construye como un gran torpedo monoplaza, pudiendo llevar consigo dos torpedos G7e. El primero de los 363 Molch se entregó el 12 de junio de 1944, y pronto quedó claro que su sistema de inmersión sumamente complicado dificultaba su control durante el combate. Una primera flotilla de 60 Molch se utilizó en el otoño de 1944 en Italia y una segunda en Holanda en diciembre de 1944. Para la tercera y cuarta operación de rastrillo se usó nuevamente en Holanda y en Noruega, dándose cuenta los responsables de las fallas que tenía este modelo. Desde que el Molch no consiguió éxitos en combate, fue relegado a una nave de instrucción para las tripulaciones de minisubmarinos más avanzados.

### Minisubmarino Hecht

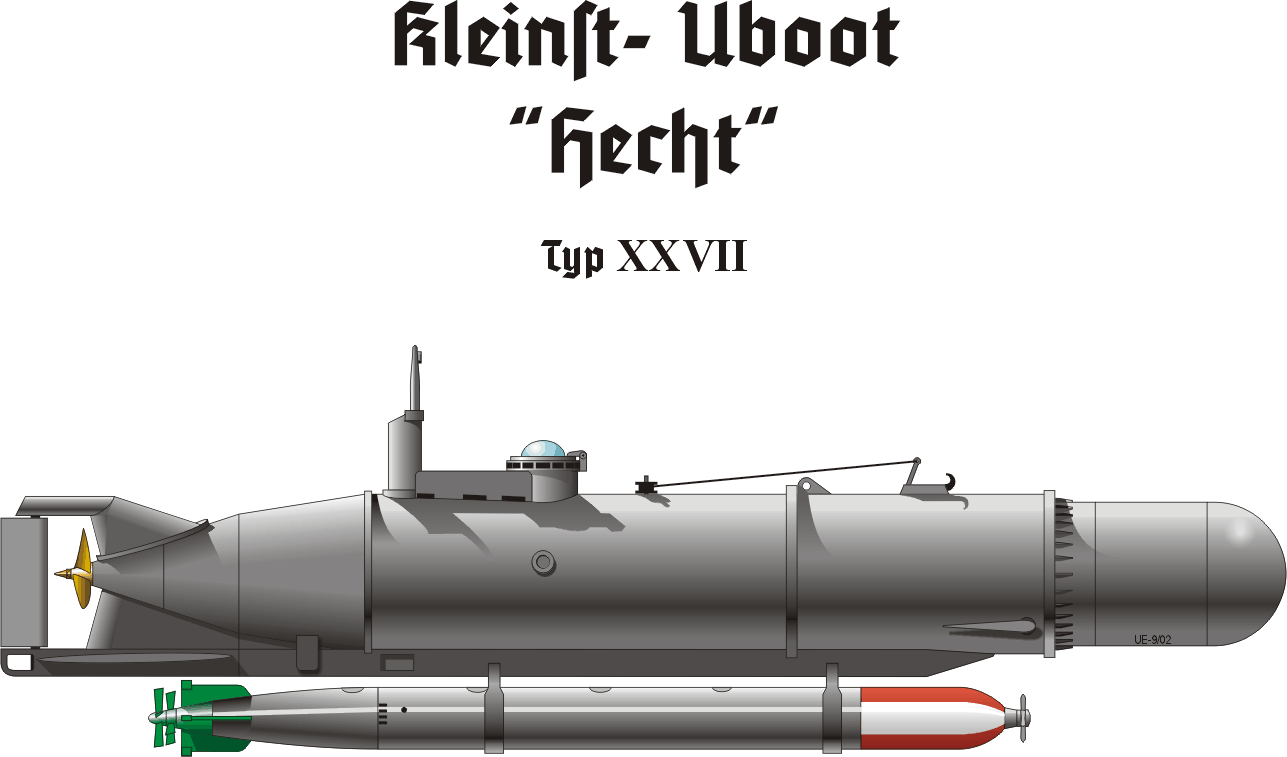

El Hecht era un minisubmarino que tenía una longitud de 10,39 m, un diámetro de 1,30 m y una profundidad de inmersión de 50 m. Llevaba un torpedo externo 1x53,3 cm (G7e) o una mina. Disponía de una batería eléctrica (AV 76 AEG) de 12 CV de potencia, que lo impulsaba a una velocidad de 5,7 nudos en superficie y a 6,0 nudos sumergido, con una autonomía de 79 millas a 3 nudos sumergido.
El minisubmarino Hecht (en alemán lucio) fue el resultado del requerimiento de la "Kriegsmarine" de contar con un minisubmarino capaz de atacar objetivos móviles con un torpedo o una mina terrestre. En la práctica, el Hecht tenía una maniobrabilidad muy mala en combate y pronto fue destinado al entrenamiento de las tripulaciones. Fue rediseñado, agregándosele una batería adicional para darle mayor autonomía; los últimos Hecht se construyeron bajo este diseño y fueron usados únicamente para instrucción.

### Minisubmarino Biber

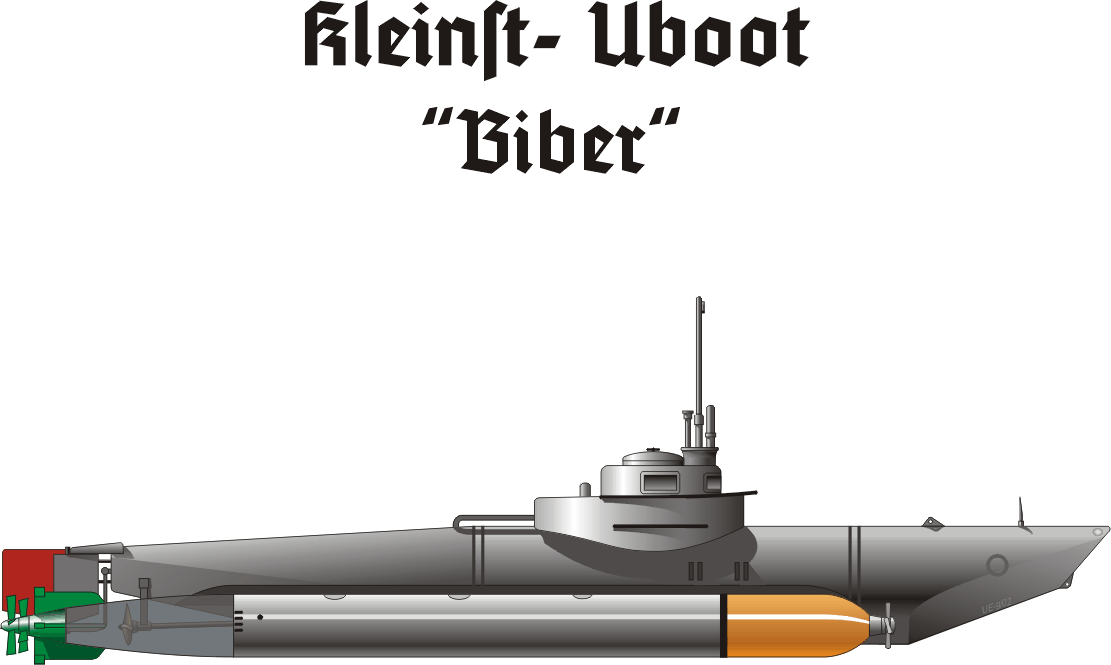

El Biber era un minisubmarino que tenía una longitud de 9,03 m, un diámetro de 1,57 m y una profundidad de inmersión de 20 m. Llevaba dos torpedos externos 1x53,3 cm (G7e) que eran lanzados mediante aire comprimido. Disponía de un motor Opel de 6 cilindros con ingeniería de gasolina con una potencia de 32 CV y de una batería eléctrica de 13,3 HP de potencia, que lo impulsaba a una velocidad de 6,5 nudos en superficie y a 5,3 nudos sumergido, con una autonomía de 100 millas a 6,5 nudos en superficie y de 8,5 millas a 5,3 nudos sumergido.
El Biber (en alemán castor) fue uno de los minisubmarinos más utilizados por la "Kriegsmarine" durante la Segunda Guerra Mundial. Comenzó a operar en marzo de 1944 y se usó extensamente en diferentes teatros de operaciones, con éxitos marginales, a pesar del alto número de unidades que se construyeron (324). Fueron reemplazados por los minisubmarinos Seehunde en febrero de 1945.
El minisubmarino Biber era una de las armas olvidadas de Hitler. Fueron minisubmarinos unipersonales que se diseñaron para repeler las acciones navales del Día D. La producción de las 300 unidades empezó en 1944. Comenzaron sus operaciones el 6 de junio de 1944 y, según algunos autores, pudo haber cambiado el curso de la guerra.
El Biber se concibió con poca antelación al Desembarco de Normandía y en apenas ocho semanas se hicieron los planos de diseño; se construyó con planchas de acero de 3 milímetros de espesor, en tres secciones que armaban en compartimentos estancos. El compartimento principal, ubicado entre el primer y tercer compartimento, alojaba al operario y contenía una torreta. Detrás del operador se ubicaba el motor Opel de gasolina que usaba el barco cuando navegaba en superficie y el motor eléctrico que utilizaba sumergido.
Cuando se produce la invasión aliada de Normandía, se lanzaron contra la flota de invasión; entre el 60-70% fueron destruidos en aquella oportunidad, unos, por efecto de las fuerzas antisubmarinas aliadas y otros por efecto del CO2, producido por sus motores, que envenenaba a su tripulante que resultaba muerto. Sus operaciones en los ríos y canales holandeses resultaron ser más exitosas cuando operaron contra los puentes. Debido a ello, se planeó usarlos en Noruega, en la zona de Múrmansk, transportándolos mediante submarinos convencionales, pero esta operación se tuvo que cancelar por problemas técnicos insalvables. Lo mismo sucedió con una operación secreta para transportarlos al Canal de Suez en hidroaviones BV-222.

### Minisubmarino Seehund

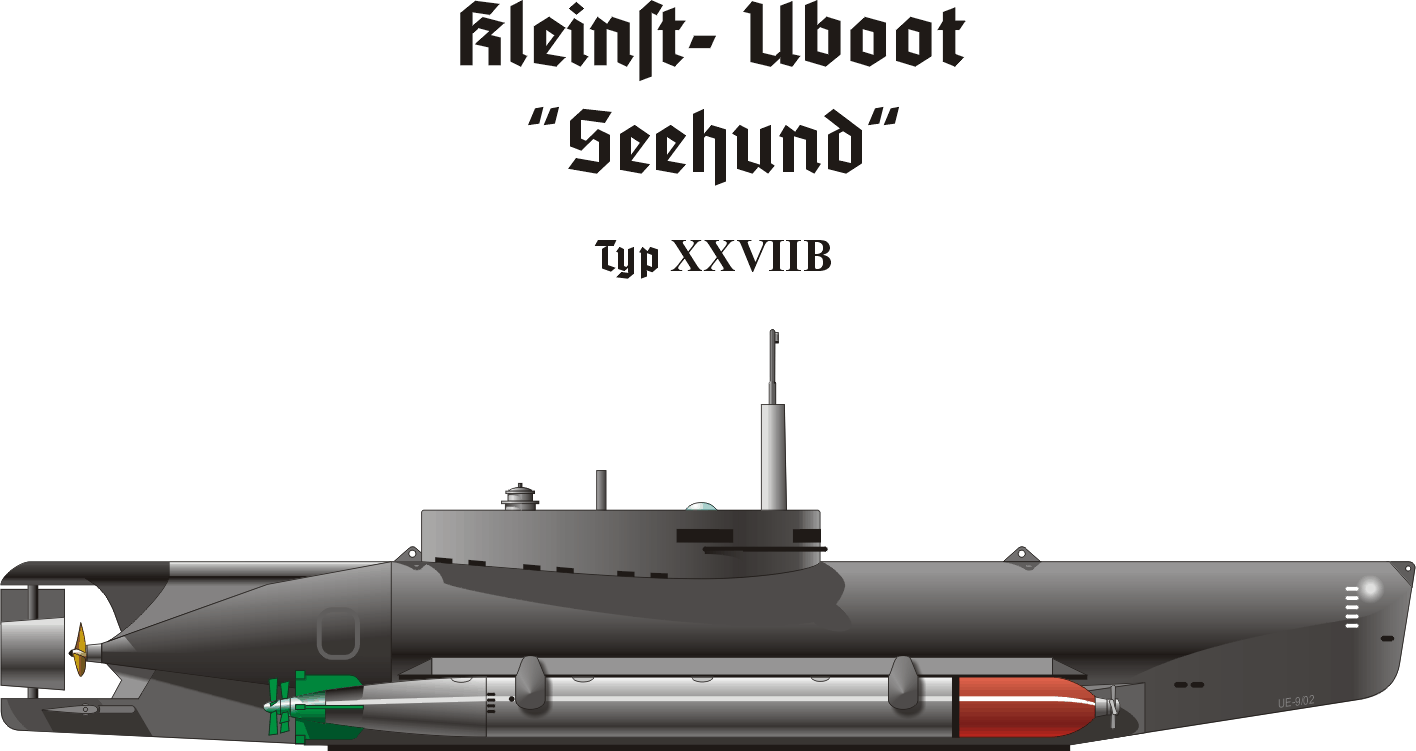

El Seehunde (en alemán foca) era un minisubmarino que tenía una longitud de 11,86 m, un diámetro de 1,28 m y una profundidad de inmersión de 30 m. Llevaba dos torpedos externos 1x53,3 centímetros (G7e). Estaba impulsado por un motor Büssing de 6 cilindros con ingeniería diésel con una potencia de 60 HP y por una batería eléctrica de 25 cv de potencia, que lo impulsaba a una velocidad de 7,7 nudos en superficie y de 6 nudos sumergido, teniendo una autonomía de 207 millas a 7,7 nudos en superficie y de 63 millas a 3 nudos sumergido.
Todos los minisubmarinos previos al Seehund, no obtuvieron los resultados esperados, debido a que se construyeron muy rápido y sin un diseño y estudios profundos de sus características y rendimientos. Cuando este punto quedó claro, los ingenieros navales alemanes se dedicaron a buscar un minisubmarino, basado en la tecnología de los U-Boot tradicionales, dando como resultado el Seehunde. El primero de los 285 Seehund fue completado en septiembre de 1944, y entró en servicio masivamente en 1945, resultando superior a todos los modelos anteriores, siendo encargadas 1000 unidades de este modelo.
Utilizado contra el suministro aliado de la zona de Schelde-Themse, el 70% de las operaciones de los Seehund tuvo contacto con el adversario y el 90% de ellos, sobrevivió a la misión. Los resultados de sus misiones arrojó el saldo de nueve buques de carga hundidos y tres más dañados y la destrucción del destructor francés "La Combattante". En la actualidad sobrevive un Seehund, que es exhibido en el Museo Alemán de Múnich.
De este modelo, derivaba el proyecto español conocido como clase Foca.

## Historia

### Desarrollo de losNeger
Una noche de los primeros días del mes de julio de 1944 en una playa al oeste de Trouville, poco antes desierta y abandonada, se llena de alemanes que maniobran una serie de tubos para llevarlos hasta el mar. Otros hombres entran en uno de los tubos y son encerrados en él fijando una cubierta de plexiglás con tornillos. Estos torpedos no son lanzados desde un destructor o desde un submarino, sino por una persona que los lleva a cortísima distancia de su objetivo y los suelta: el tubo superior, que aloja al hombre solitario que lo tripula, es en realidad un impulsor para llevar el verdadero torpedo en la parte inferior. El elemento de puntería de este curioso artefacto consiste en una mira dibujada en el plexiglás y una guía formada por una varilla metálica soldada a la proa del aparato.
Las dificultades para su empleo son numerosas: no debe haber mucho viento, debe ser utilizado durante las noches claras, ya que su tripulante sólo está a 0.50 m de la superficie del agua. El 29 de junio de 1944, el almirante mayor Karl Dönitz anuncia a Hitler el inicio de las operaciones de los “Neger” en la zona de desembarco. Asimismo le anuncia que pronto intervendrán las lanchas explosivas y no omite detalle para aclarar que su uso está subordinado al estado del mar.
Hitler, totalmente iluso, sueña con destruir de seis a siete acorazados con esas pequeñas embarcaciones y ordena al almirante Dönitz que la Kriegsmarine actúe como en 1940 en Noruega contra los convoyes ingleses. En 1944, con la flota de grandes navíos desmantelada, canibalizada y convertida en chatarra y los submarinos hundidos, Hitler pide a la Kriegsmarine que actúe como en 1940. En 1944, sólo quedan torpedos monoplaza, lanchas explosivas y submarinos enanos Neger, Marder, Hecht, Biber, Molch y Seehunde, nombres de los diferentes tipos de submarinos enanos.

### Técnica del ataque delNeger
La técnica adoptada por estos artefactos es navegar durante horas, impulsados por su motor eléctrico a una velocidad de 5 nudos, a la desembocadura del Orne si no se desvían de su ruta. Muchos regresan extenuados después de largas horas de navegación infructuosa y totalmente perdidos e ignorantes del sitio donde se encuentran. Los más afortunados descubren un blanco casi inmóvil; entonces el piloto del Neger lo acerca a su blanco y suelta su torpedo. La mayoría de ellos ven surgir largas filas de rápidos buques que pasan ante ellos y vuelven a desaparecer. En el caso de detectar un blanco propicio, se acercan sigilosamente, sueltan el torpedo inferior y su mecanismo de explosión se ceba segundos después. El aire comprimido lo impulsa hasta que su propio motor eléctrico se ponga en marcha y lo impulse hacia el blanco. El piloto espera; ignora si ha estimado bien las distancias, si el torpedo no se desviará o si el buque hará alguna maniobra para librarse del artefacto explosivo. Si da en el blanco, regresará intentando ganar la costa y su base varias horas después.
En la primera operación, sólo se han perdido dos torpedos monoplazas. La mayoría no lograron alcanzar el objetivo y los que llegaron, impactaron en dos blancos. El operador y el jefe de la flotilla que han hundido un crucero del tipo Aurora, reciben la Cruz de Hierro. La segunda operación encuentra a los ingleses prevenidos, todo lo que brilla a la luz de la luna es inmediatamente destruido. En muchos casos, pasada la sorpresa, ya ni los destruyen, se acercan a ellos y los izan con operador incluido. Pasado el tiempo, las pérdidas vuelven a ser exorbitantes: del 60% al 80%.

### Desarrollo de losBiber
En 1940, el teniente de navío Bartels había elaborado los planos de submarinos enanos, tripulados por un hombre, y los construye por sus propios medios en Noruega en la primavera de ese año, resultando eficaces. En 1942 redactó una memoria en donde se leía que era de la opinión de defender la costa alemana con “armas especiales”; cosa impensable en el Alto Mando, ya que por esa época Alemania iba ganando la Batalla del Atlántico. Cuando la situación cambió radicalmente, en el otoño de 1943, fueron construidos. Era necesario a toda prisa ensayar, poner a punto y fabricar en serie armas capaces de detener el desembarco inminente de los aliados en el continente europeo. Bartels, a la sazón capitán de corbeta, fue convocado. Basándose en sus planos se construyó, en el astillero Frenderwerft de Lübeck, el primer submarino enano alemán monoplaza del tipo Biber. Este aparato decepcionó a todos, ya que en la primera prueba se hundió.
Al momento del desembarco no había un solo Biber que flotara; durante cuatro semanas operaron sólo los Neger, sin lograr ningún éxito destacable. En un pequeño bosque aislado perdido en la soledad de Lübeck, los voluntarios se encontraron con una nueva arma, el Biber. El entrenamiento comenzó de inmediato. El vicealmirante Heye, nombrado jefe de los ingenios de asalto, no disimulaba que resultaría sumamente difícil hacer entrar en acción esas minúsculas armas. A mediados de agosto se pusieron en marcha hacia el Canal de la Mancha los primeros 20 Biber. El 29 de agosto por la noche se hicieron a la mar 18. Los Biber tuvieron que luchar contra el viento y la mar gruesa. Fueron hundidos dos transportes, uno de los cuales era un Liberty ship de 8.000 toneladas. Después se hizo preciso evacuar Fécamp. El desmoronamiento de la resistencia alemana en Francia obligó a los Biber a replegarse, mientras llegaban al Blaukoppel otros Biber.

### Ataque de losBiber
En noviembre de 1944, una columna de enormes camiones que arrastraba varios remolques cubiertos de lonas impermeables avanza hacia Róterdam. Hacia esa ciudad confluyen dos flotillas integradas por 60 Biber monoplazas, transportadas por distintos caminos en pequeños grupos. Uno de ellos tiene que efectuar primero una misión en el Waal, una de las desembocaduras del Rin.
Cuando en 1940 se produce el avance alemán sobre Holanda, los paracaidistas se apoderaron de dos puentes sobre el río en Nimega, sin que los holandeses pudieran volarlo. En 1944, la situación se ha invertido. Los americanos defienden el puente tan enérgicamente, sin que la Luftwaffe pueda con ellos. Entonces se encarga la misión a la marina. Los buzos de la marina logran volar el puente del ferrocarril, no así el de la carretera. Los norteamericanos aumentan sus precauciones, ya que el frente alemán se encuentra a sólo 5 km del Waal, en la orilla oriental, y colocan cuatro pesadas redes submarinas. Se encarga a los Biber que vuelen ese puente. La tarea principal es primero volar las redes. Se diseñan bombas con cierta flotabilidad negativa, y el día “D” se lanzan al río grupos de 60, con media hora de intervalo, a varios kilómetros de distancia. Las bombas descienden al lecho del río, donde son arrastradas por la corriente. Cinco minutos después, vuela en mil pedazos la primera red, luego la segunda y la tercera.
Los Biber se lanzan al ataque, camuflando sus periscopios con hierbas y juncos, que aparecen ante los norteamericanos como inofensivos desechos que arrastra la corriente. Logran pasar y destruyen totalmente los restos de las redes. Tras llevar a cabo esta tarea, regresan para cumplir la misión principal: volar el puente. Mientras las explosiones se suceden en la lejanía, los Biber remolcan sendos troncos de árboles, a los que se les ha acoplado explosivos que serán activados mediante una célula fotoeléctrica, que a la sombra activa el mecanismo de disparo. Se suceden una serie de explosiones; en principio los alemanes creen haber volado el puente. Al día siguiente las fotografías aéreas presentan el puente intacto. Las minas habían volado solamente tres de las cuatro redes. Las explosiones escuchadas habían sido producidas por la cuarta red que se mantuvo intacta durante el ataque con las minas. La aventura de los Biber en esta zona resultó un fracaso total.
Después de su fracasada misión en el Waal, los Biber son enviados a Róterdam para actuar contra el abastecimiento enemigo. En las últimas semanas de 1944 son sacados de sus refugios unas 20 veces. Los Biber tienen una eslora de 8,70 m y 1,45 m de manga. Sólo su pequeña torrecilla sobresale del agua, cuando está el operador a bordo y en el agua.
Una noche de finales de 1944, los Biber son trasladados por remolcadores hasta Hellevoestsluis, esclusa fluvial situada al norte de la isla de Goeree. Las compuertas de la esclusa no se abren más de una hora para que pasen los Biber, que son impulsados por sus motores de explosión, descendiendo por el Mosa. Generalmente el operador lleva una brújula de muñeca, una carta de navegación y una hoja de papel con los detalles de la misión, que le es entregada instantes antes de la partida. La ruta que debe seguir se traza cuidadosamente en la carta por experimentados marinos alemanes. Con sus dos torpedos, el Biber no desarrolla más de cuatro nudos; en algunos sitios la corriente tiene esa velocidad y el pequeño submarino no puede avanzar. Hay veces que la jornada dura varias mareas. En esos casos, debe buscar un refugio adecuado y esperar hasta la otra marea que le sea propicia: a veces la jornada dura dos, tres y hasta cuatro mareas, aprovechando las corrientes que le son propicias. Evidentemente todos los cálculos son teóricos. Queda entendido, entonces, que los Biber sólo atacan cuando las condiciones son favorables.
Pero los ingleses también han aprendido que los Biber atacan en condiciones favorables. Además, hay una vigilancia aérea constante, de modo que los ingleses saben cuándo los Biber se hacen a la mar. Cuando se presentan esas condiciones favorables, se interrumpen las líneas de abastecimiento y una verdadera masa de cazasubmarinos, dragaminas, fragatas y corbetas se desata contra ellos. A pesar de todo, los Biber logran echar a pique cerca de 95.000 toneladas en el Escalda, entre diciembre de 1944 y abril de 1945. Pese a que algunos de ellos cumplen con la misión, no regresan jamás. Las pérdidas alcanzan del 60% al 70%.

### El desastre de losBiber
En el curso de los meses de 1945, los Biber sufrieron dos duros golpes, en los cuales los ingleses no tuvieron participación. El primero de ellos se produjo en enero de ese año en Hellevoetluis. Alguien activó por error el torpedo de un Biber, éste se movilizó, activó y explotó, dando lugar a una gran ola que desprendió el torpedo de otro Biber y volvió a explotar; al final del desastre sólo cuatro o cinco Biber permanecen a flote. Los demás se han hundido de un total de 30 que componían la flotilla. Un buque de gran porte se encuentra sobre el muelle y por doquier hay muertos y heridos. Al principio se creyó, en la confusión, que había sido un ataque aéreo inglés. A partir de este accidente, los operadores evitan Hellevoetluis, prefiriendo el trayecto que pasa por Hoek Van Holland, aunque éste sea más largo.
El 6 de enero de 1945 se produce otro accidente de las mismas características, pero los resultados son más dramáticos, pues casi todos los operadores se encontraban ya a bordo de sus buques. Únicamente los que habían abandonado el estanque minutos antes, sobreviven a la violencia de la explosión. Por segunda vez, los hombres de los submarinos son víctimas de sus propias máquinas.
Un incidente análogo, con consecuencias menos graves, ocurre por esta época en alta mar a bordo de un submarino enano del tipo Seehunde. Los Seehunde venían a ser una ampliación de los Biber, eran de mayor tamaño y estaban tripulados por dos hombres: un jefe de navegación y un maquinista. Estas máquinas no pudieron operar más que los últimos meses de la guerra. Los Biber desplazaban 6,25 toneladas y los Seehunde 15 con sus torpedos. Las unidades de asalto de la Kriegsmarine contaron en total con 324 Biber, 390 Molche monoplaza y 250 Seehunde. La base de estos últimos estaba en Ijmuiden (Holanda).

### Incidente de unSeehunde
En el curso de una de las últimas operaciones de los Seehunde, un destructor británico pasa a proa del pequeño submarino alemán. Los ingleses no han advertido la presencia de la pequeña nave. El jefe de navegación del submarino pone en marcha el mecanismo de disparo. El submarino aumenta entonces la velocidad; cuando pretenden sumergirse, los mandos no responden. El torpedo ha quedado enganchado y el timón de profundidad tampoco responde. El pequeño submarino con su torpedo de babor ya cebado, se dirige en línea recta hacia el destructor. El periscopio y la torrecilla sobresalen ahora del agua, dejando una estela espumosa en el mar. Los ingleses se dan cuenta y comienzan a disparar sobre el objeto no identificado. Los tripulantes del submarino consiguen maniobrar cargando el timón a estribor; el destructor maniobra también y el submarino – torpedo pasa rozando la popa del navío inglés. Esta vez se salvan el submarino alemán y el destructor inglés.

### Entrenamiento de losSeehunde
Durante la etapa de entrenamiento, los Seehunde ejecutaban - como primer ejercicio de las tripulaciones - cruzar las líneas inglesas de abastecimiento. Los torpedos eran reemplazados por grandes depósitos de víveres. Los pequeños submarinos partían de Ijmuiden, franqueaban sumergidos las líneas de comunicación enemigas, fuertemente vigiladas, y entraban a menudo, después de una larga travesía de varios días, en Dunkerque, llevando víveres a la guarnición de esa ciudad asediada.